# Décima Avenida (Manhattan)

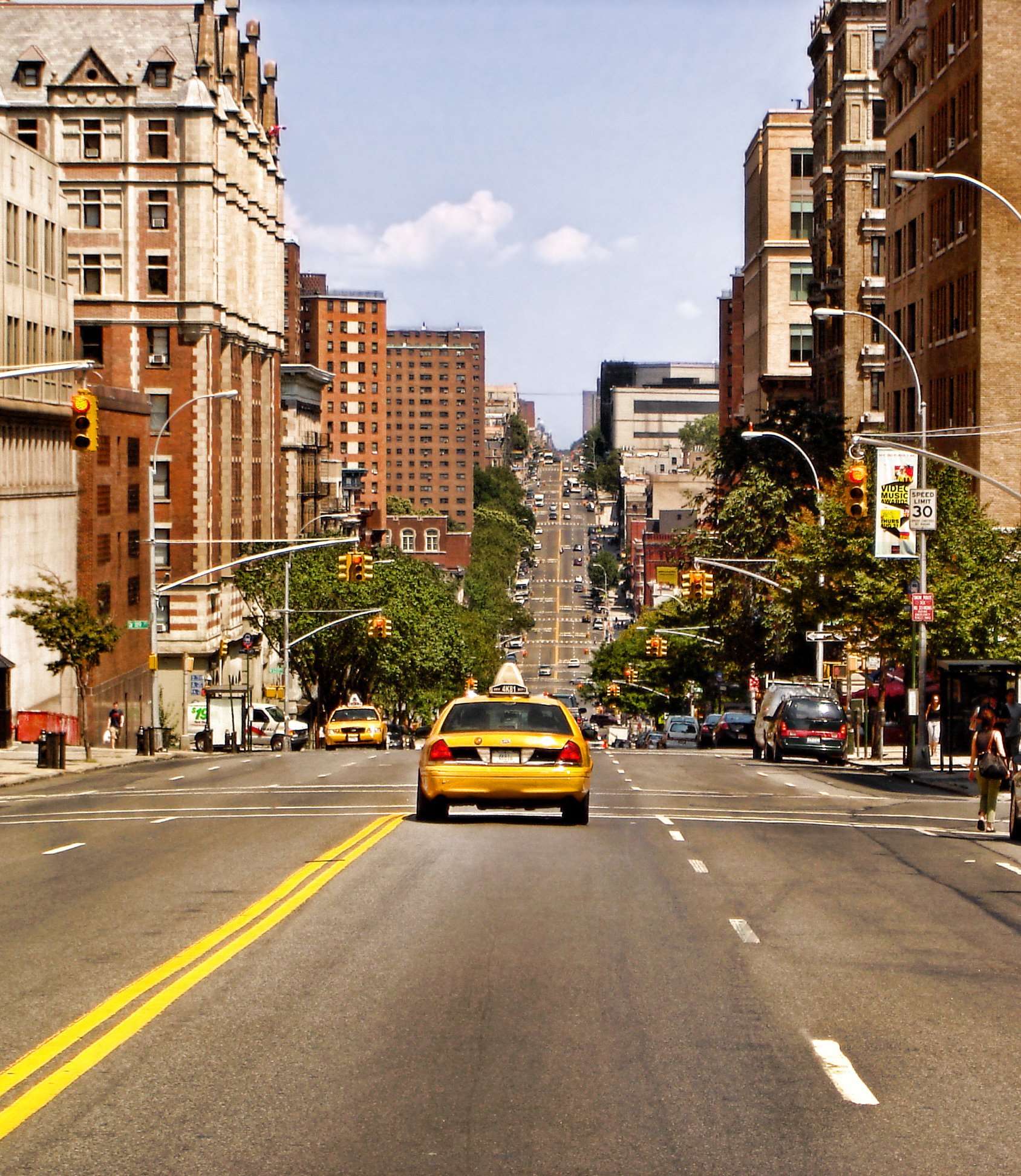
Vista de la Avenida mirando hacia el norte de la Calle 120 hacia Harlem

La Décima Avenida / Avenida Ámsterdam es una avenida de sentido norte-sur localizada en el West Side de Manhattan en Nueva York. Pasa por el norte hasta el Oeste de la Calle 110, también conocida como Cathedral Parkway para la Catedral de San Juan el Divino. En este punto, continúa como una avenida de dos carriles.

## Geografía
La Décima Avenida inicia en el Oeste de la Calle 13 en West Side Highway en West Village / Meatpacking District y pasa por el Distrito Financiero (al norte) por 47 cuadras hasta llegar a la intersección al oeste de la Calle 59, donde cambia de señalización (como las otras avenidas del West Side) como la Avenida Ámsterdam pero continua sin interrupción.

## Sitios famosos
- Catedral de San Juan el Divino
- City College of New York
- Universidad de Columbia
- John Jay College
- LaGuardia High School
- New York Presbyterian Medical Center
- St. Luke's-Roosevelt Hospital Center
- Universidad Yeshiva